# Erstarrungsprinzip
Das Erstarrungsprinzip ist ein grundlegendes Prinzip der Mechanik, das besagt, dass ein mechanisches System, das im Gleichgewicht ist, im Gleichgewicht bleibt, wenn Teile des Systems erstarren. Dieses Prinzip ist nach Georg Hamel eines der Axiome der Mechanik.:281 Die Aussage gilt für Systeme aus starren Körpern, deformierbaren Körpern, Flüssigkeiten, Gasen und jeden ihrer Teilkörper.:326 In der Statik folgt aus dem Erstarrungsprinzip Isaac Newtons Lex Tertia Actio gleich Reactio.:320

## Stereomechanik
Die Stereomechanik befasst sich mit den Bewegungen von starren Körpern. Hier lautet das Erstarrungsprinzip: Ist ein System von starren Körpern im Gleichgewicht, ist notwendig und hinreichend, dass jeder Teil des Systems es ist, wenn er als starr aufgefasst wird und nur die für diesen Teil äußeren Kräfte in Betracht gezogen werden.:238 Dies gilt insbesondere auch für Systeme aus gelenkig verbundenen starren Körpern.

## Technische und Kontinuumsmechanik
Das Erstarrungsprinzip ermöglicht es, verformbare Körper, die sich im Gleichgewicht befinden, wie erstarrte Körper zu behandeln, also mit den Methoden der Stereomechanik zu behandeln. Die Form des Körpers entspricht der im Gleichgewicht und nicht notwendig der kräftefreien Ursprungsform. Für das Gleichgewicht spielt der Kraftangriffspunkt keine Rolle mehr und am deformierten Körper darf der Kraftvektor entlang seiner Wirkungslinie verschoben werden, da diese Verschiebung das Gleichgewicht nicht stört.
Durch das Freischneiden wird ein mechanisches System definiert und die darauf wirkenden Kräfte einer Analyse zugänglich gemacht. Das Gleichgewicht bleibt bestehen, auch wenn das System durch das Freimachen beweglich wird. Bei der Bestimmung der Reaktionskräfte wird das System in der gegebenen Lage erstarrt gedacht, was insbesondere auch für gelenkige Verbindungen zwischen Teilkörpern statthaft ist (Erstarrungsprinzip.)

## Fluidmechanik

Zylindrisches Volumen (hervorgehoben) in einem Fluid (bläulich), auf das Einzelkräfte (rot) aufgebracht werden.

Das Erstarrungsprinzip wird auch in der Fluidmechanik angewendet. Die Aufbringung von Einzelkräften auf ein Fluidvolumen ist nicht ohne Weiteres möglich, aber dank des Erstarrungsprinzips denkbar. Demnach bleibt ein sich im Gleichgewicht befindendes Fluid im Gleichgewicht, auch wenn Teilbereiche davon erstarren, und auf diese können wie im Bild Einzelkräfte aufgebracht werden.